# Liste der Neißebrücken in Görlitz und Zgorzelec

Görlitzer Stadtwappen

Die Stadt Görlitz besaß bis zur Sprengung aller Flussquerungen durch Wehrmachtstruppen am 7. Mai 1945 (dem letzten Kriegstag vor der Kapitulation des Deutschen Reiches am 8. Mai 1945) zahlreiche Brücken über die Lausitzer Neiße. Bis heute wurden jedoch nicht alle Brücken in die polnische Schwesterstadt Zgorzelec und die benachbarten polnischen Gemeinden wieder aufgebaut. Die Liste der Neißebrücken in Görlitz und Zgorzelec führt alle Eisenbahn-, Fuß- und Straßenübergänge über die Lausitzer Neiße auf dem heutigen Stadtgebiet von Görlitz auf, die bis in das Jahr 1945 existierten und seitdem brach liegen oder wiederaufgebaut wurden, sowie Übergänge, die nach dem Krieg an neuen Standorten errichtet wurden.

## Hinweise zu den Angaben in den Tabellen
- In der Spalte Bild ist – wenn vorhanden – ein Bild des historischen oder aktuellen Brückenbauwerkes eingefügt. Bei einigen zerstörten Brücken sind die Fragmente der Brücke, wie Widerlager und Pfeiler abgebildet.
- In der Spalte Beschreibung sind eine kurze Beschreibung, Anmerkungen zur Geschichte und gegebenenfalls bauliche Angaben der Brücke angegeben.
- In der Spalte erbaut ist das Baujahr der ersten Brücke an diesem Standort genannt. Wenn das Baujahr nicht bekannt ist, ist das Wort „unbekannt“ eingetragen. Die Spalte ist sortierbar.
- In der Spalte zerstört / wiederaufgebaut sind die Zeitpunkte genannt, an denen die Brücke zerstört und mit einem Querstrich getrennt gegebenenfalls wann sie wiedererrichtet wurde. Wenn die Brücke nicht wieder aufgebaut wurde, ist ein Querstrich „–“ angegeben. Die Spalte ist sortierbar.
- In der Spalte zugehörige Ortschaft 1945 sind die Namen der Gemeinde aufgeführt, in der sich die Brücke 1945 befand. Bei Brückenneubauten nach 1945 ist ein Querstrich „–“ angegeben.
- Als Standort sind die Geokoordinaten der Brücke angegeben. Die Spalte ist sortierbar.

## Brücken
| Name                                                  | Bild | Beschreibung | Erbaut          | zerstört / wiederaufgebaut                       | zugehörige Ortschaft 1945 | Standort                          |
| ----------------------------------------------------- | ---- | --- | --------------- | ------------------------------------------------ | ------------------------- | --------------------------------- |
| Altstadtbrücke                                        |      | Die Altstadtbrücke war die erste befestigte Neißequerung auf dem Görlitzer Stadtgebiet. Sie verband seit dem 13. Jahrhundert bis 1945 in verschiedenen Bauformen die Görlitzer Altstadt mit der Ostvorstadt. Nach der Sprengung der Brücke im Mai 1945 und der nachfolgenden Trennung der Stadt in einen deutschen und polnischen Teil erinnerten lediglich die steinernen Widerlager auf beiden Uferseiten an die letzte stählerne Fachwerkbogenbrücke. Im Jahr 2004 wurde ein Neubau als Fußgängerbrücke zwischen Görlitz auf deutscher und Zgorzelec auf polnischer Seite über die Lausitzer Neiße eröffnet. | 13. Jahrhundert | 7. Mai 1945 / 20. Oktober 2004                   | Görlitz                   | 51° 9′ 27,57″ N, 14° 59′ 38,7″ O  |
| Autobahnbrücke Ludwigsdorf-Jędrzychowice              |      | Im August 1996 wurde die etwa 340 m lange Brücke als Teil der Bundesautobahn 4 bzw. Autostrada 4 fertiggestellt und ihrer Nutzung übergeben. Sie überquert die Neiße nördlich des Stadtgebietes zwischen dem Görlitzer Ortsteil Ludwigsdorf und dem polnischen Jędrzychowice. Auf deutscher Seite befand sich bis zum Beitritt Polens zum Schengener Abkommen 2007 die Autobahngrenzübergangsstelle Ludwigsdorf. Die Grenzanlagen wurden in der Folgezeit weitgehend zurückgebaut. | 1996            |                                                  | –                         | 51° 10′ 50,91″ N, 15° 0′ 30,91″ O |
| Brücke Hagenwerder-Radomierzyce                       |      | Im Jahr 2001 begann man mit dem Wiederaufbau der 1945 zerstörten Neißebrücke zwischen Radmeritz und Hagenwerder. Die 300 m lange Brücke besteht aus Neiße- und Flutbrücke. Am 6. November 2003 wurde die Brücke sowie der dazugehörige Grenzübergang eröffnet. Die provisorischen Grenzgebäude auf deutscher Seite wurden nach dem Schengenbeitritt Polens 2007 in den folgenden Jahren 2008/09 demontiert. Lediglich die Abfertigungsanlagen auf polnischer Seite existieren noch. | unbekannt       | 7. Mai 1945 / 6. November 2003                   | Hagenwerder               | 51° 3′ 37,39″ N, 14° 57′ 56,14″ O |
| Brücke Posottendorf-Leschwitz                         |      | Die Brücke wurde erstmals 1367 erwähnt. Die ehemalige Stahlbrücke wurde jedoch erst 1883 zwischen Posottendorf am Ostufer und Leschwitz am Westufer errichtet. Am Ostufer der Brücke befand sich das Rittergut Posottendorf und am Westufer die Tuchfabrik Hossner (abgerissen 2020). Die Ortschaft Posottendorf-Leschwitz wurde 1936 im Zuge der Germanisierung der Ortsnamen in Weinhübel umbenannt. Die Brücke wurde am 7. Mai 1945 von Wehrmachtstruppen gesprengt und seit dem nicht wieder aufgebaut. Heute erinnern nur noch die Brückenköpfe und -pfeiler an die ehemalige Neißequerung. Der westliche Teil der Brücke war als Fachwerkbrücke ausgeführt und überspannte die Neiße zwischen dem westlichen Brückenkopf und dem mittleren Flusspfeiler. Der anschließende östliche Teil wurde ohne Fachwerk auf zwei weiteren Pfeilern und dem östlichen Brückenkopf gelagert. Ein Wiederaufbau der Brücke für den Fuß- und Radverkehr wird intensiver untersucht. | 1883            | 7. Mai 1945 / –                                  | Weinhübel                 | 51° 6′ 58,53″ N, 14° 59′ 10,78″ O |
| Eisenbahnbrücke Hagenwerder                           |      | Die ehemalige Eisenbahnbrücke südlich von Hagenwerder war Teil der Bahnstrecke Görlitz–Seidenberg und verband zwischen 1875 und 1945 das östliche und westliche Neißeufer miteinander. Auf deutscher Seite führt heute über den ehemaligen Bahndamm eine Straße. An die Bahnbrücke erinnern heute nur noch zwei Brückenpfeiler sowie die Brückenköpfe. | 1875            | 7. Mai 1945 / –                                  | Hagenwerder               | 51° 3′ 47,35″ N, 14° 58′ 2,1″ O   |
| Fußgängerbrücke am Lindenweg                          |      | Die Stahlbogenbrücke führte von der westlichen Uferseite am alten Schützenhaus in Höhe der Einmündung des Linden- bzw. Schützenweges auf die Uferstraße hinüber auf das östliche Neißeufer. Auf östlicher Seite mündete die Brücke an der Prager Straße (heute: Ulica Ignacego Daszyńskiego) auf Höhe der Talstraße (heute: Ulica Andrzeja Struga). Zeitweise verband vor dem Bau der Brücke eine Fähre beide Uferseiten an dieser Stelle. Nachweislich verkehrte die Fähre spätestens ab 1867 bis zum Bau der Brücke laut einem Stadt- und Bebauungsplan von Dr. Gotthold Kühnemann und einem Stadtplan aus dem Verlag von E. Remer zwischen dem Schießhaus am Westufer und dem Weg Fähre auf dem östlichen Ufer, der zur Prager Straße führte. Im November 2014 wurde bekannt, dass die Stadt aus dem Programm Nationale Projekte des Städtebaus 1,6 Millionen Euro für den Bau einer Brücke an dieser Stelle erhält. Nach der Reduzierung der Förderquote von 90 auf 66 Prozent respektive Erhöhung des Eigenanteils von 10 auf 34 Prozent nahm der Stadtrat Abstand vom Bau. | unbekannt       | 7. Mai 1945 / –                                  | Görlitz                   | 51° 9′ 12,93″ N, 14° 59′ 55,12″ O |
| Fußgängerbrücke zur Neißeinsel                        |      | Bis 1945 bestand eine Brücke vom Inselweg auf die größere Neißeinsel südlich vom Viadukt. Auf der Insel befand sich ein Ausflugs- und Tanzlokal. Auf dem westlichen Brückenkopf, der weit in den Fluss hineinragt, befindet sich heute eine Rastmöglichkeit für Radfahrer und Spaziergänger mit einer überdachten Hütte und Bänken. Auf der Insel befindet sich ebenfalls ein Rastplatz für Ruderer und Gäste der nahen Obermühle. | unbekannt       | 7. Mai 1945 / –                                  | Görlitz                   | 51° 8′ 30,46″ N, 14° 59′ 22,87″ O |
| Fußgängerbrücke am Nikolaigraben (Gasrohrüberführung) |      | Mit der Inbetriebnahme des Gaswerkes in Hennersdorf nordöstlich von Görlitz 1905 benötigte man eine Überführungsmöglichkeit für das Gas in die westlich der Neiße gelegenen Stadtteile. Hierzu wurde vermutlich 1905 neben einer Gasrohrüberführung auch eine Fußgängerbrücke als Verlängerung des Nikolaigrabens errichtet. Sie war eine stählerne Fachwerkbrücke und führte in Höhe der Einmündung der Lunitz südlich des heutigen Studentenwohnheimes Am Hirschwinkel über die Neiße zu den sogenannten Bleichen nördlich der Oststadt bzw. auf den Weg An der Wasserpforte. Die Brücke wurde am 7. Mai 1945 von Wehrmachtstruppen gesprengt und somit auch die Gaszufuhr der westlichen Stadt abgeschnitten. | um 1905         | 7. Mai 1945 / –                                  | Görlitz                   | 51° 9′ 36,85″ N, 14° 59′ 37,06″ O |
| Neißesteg                                             |      | Westlich des Neißeviaduktes existierte von 1893 bis zum 7. Mai 1945 eine eiserne Fußgängerbrücke – der Neißesteg oder auch Laufsteg genannt. Am westlichen Ufer führten einige Stufen vom Inselweg hinauf zum Brückenkopf. Die Brücke führte über den Inselweg und die Neiße bis auf das östliche Ufer. In etwa auf der Mitte der Brücke führte eine stählerne Treppe auf die große Neißeinsel. Auch auf der polnischen Seite ist das Widerlager mit dem Treppenunterbau noch gut erkennbar. | 1893            | 7. Mai 1945 / –                                  | Görlitz                   | 51° 8′ 33,23″ N, 14° 59′ 25,82″ O |
| Neißeviadukt                                          |      | Der Neißeviadukt ist eine 475 m lange Eisenbahnbrücke über das Neißetal. Der Viadukt gehört zu den größten und ältesten Eisenbahnbrücken in Deutschland. Eröffnet wurde er 1847 mit der Eisenbahnstrecke zwischen Görlitz und Kohlfurt als Teil der damaligen Bahnverbindung zwischen der sächsischen Hauptstadt Dresden und der schlesischen Provinzhauptstadt Breslau. Im Jahr 1923 wurde der elektrische Zugbetrieb über den Viadukt aufgenommen. Er fiel jedoch, wie die anderen Neißequerungen am 7. Mai 1945 den Sprengkommandos der Wehrmacht zum Opfer. Die gesprengten Brückenbögen wurde jedoch bis 1957 von polnischen Facharbeitern wiedererrichtet. | 1847            | 7. Mai 1945 / 1957                               | Görlitz                   | 51° 8′ 34,08″ N, 14° 59′ 26,27″ O |
| Stadtbrücke                                           |      | Die heute offiziell als Johannes-Paul-II.-Stadtbrücke bezeichnete Brücke wurde bei ihrer Fertigstellung 1875 auf den Namen Reichenberger-Brücke geweiht und war die erste große Straßenbrücke der Stadt. Sie sollte die damalige Görlitzer Ostvorstadt – das heutige Zgorzelec – besser an die Innenstadt anbinden. Bis zur Vollendung der Straßenbrücke konnte die Neiße auf dem Stadtgebiet lediglich über die Altstadtbrücke überquert werden. Zwischen 1897 und 1945 querte die Görlitzer Straßenbahn die Brücke. Am letzten Kriegstag wurde die Brücke von Wehrmachtstruppen zerstört, aber schon kurz darauf von den sowjetischen Besatzungstruppen wieder provisorisch hergerichtet. Sie ist heute der einzige innerstädtische Grenzübergang für Kraftfahrzeuge. | 1875            | 7. Mai 1945 / 1. Oktober 1958 (Freigabe für PKW) | Görlitz                   | 51° 9′ 0,95″ N, 15° 0′ 3,09″ O    |

## Planungen für zukünftige Brücken
Das Gesamtverkehrskonzept der Stadt Görlitz sieht den Bau neuer grenzüberschreitender Brücken vor. Dazu zählt auch das Projekt für den Wiederaufbau der Weinhübler Brücke für den Fuß- und Radverkehr. Dieses Bauprojekt wird neben einem Brückenneubau als Verlängerung der Schlesischen Straße vorbei am Klärwerk in Königshufen hinüber auf die polnische Seite zur Ulica Henrykowska oder weiter bis zur Autobahnanschlussstelle Zgorzelec vertieft untersucht. Diese Brücke soll dem lokalen Wirtschaftsverkehr dienen und die Stadtbrücke entlasten. Auch eine Fußgängerbrücke im nördlichen Ortsteil Ober-Neundorf hinüber zum polnischen Żarka nad Nysą wird intensiver geprüft. Der Wiederaufbau der Brücke am Nikolaigraben zurzeit ebenso in der Betrachtung zurückgestellt, wie ein Brückenneubau in der Verlängerung der Emmerichstraße. Die beiden waren als potentielle PKW-Übergänge konzipiert. Die Fußgängerbrücke am Lindenweg soll mithilfe von Fördermitteln des Bundes wieder aufgebaut werden.